# Arcidiocesi di San Antonio

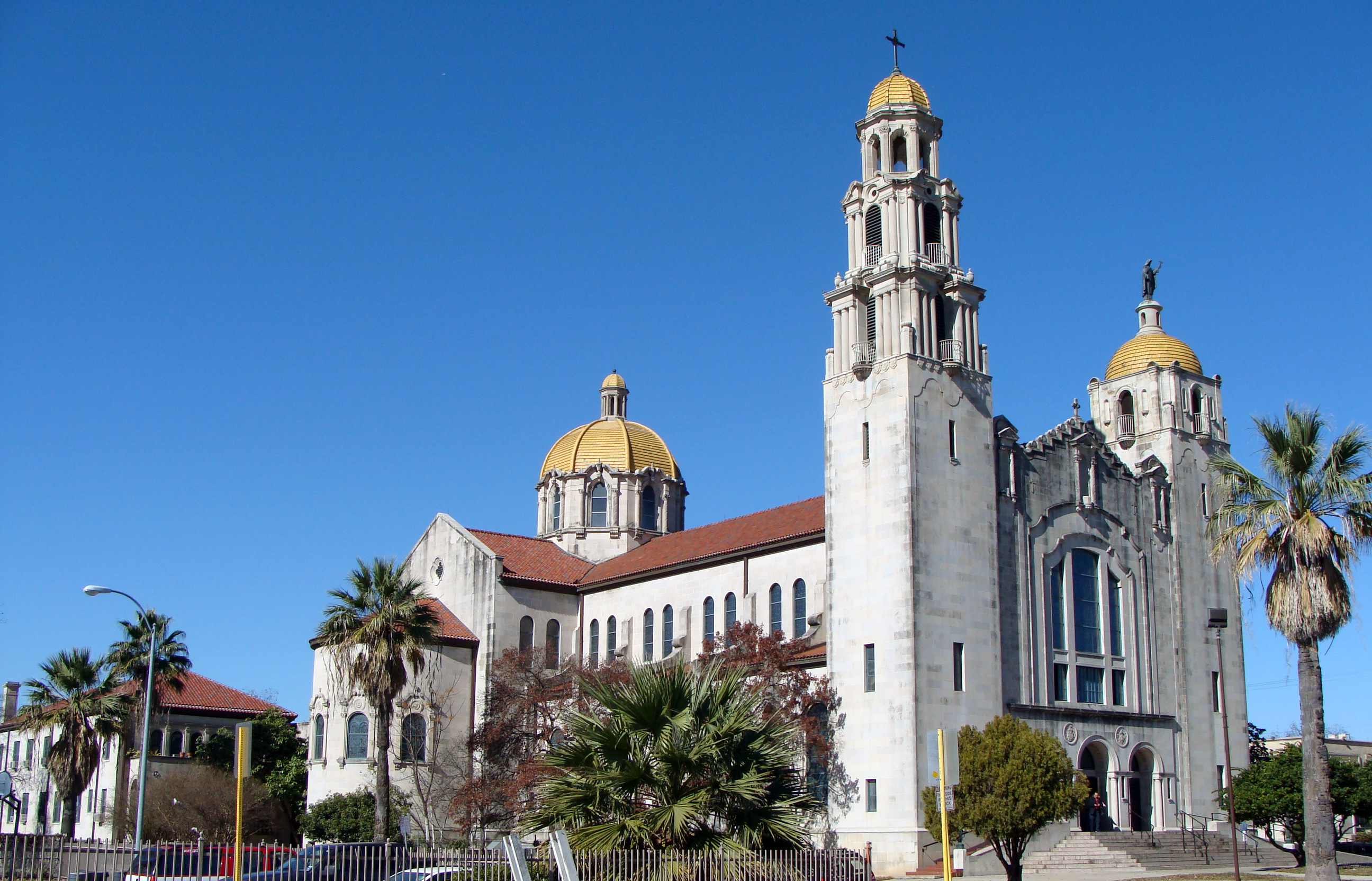
La basilica minore e santuario nazionale del Piccolo Fiore di San Antonio.

L'arcidiocesi di San Antonio (in latino: Archidioecesis Sancti Antonii) è una sede metropolitana della Chiesa cattolica negli Stati Uniti d'America. Nel 2022 contava 1.148.253 battezzati su 2.770.273 abitanti. È retta dall'arcivescovo Gustavo Garcia-Siller, M.Sp.S.

## Territorio
L'arcidiocesi comprende 16 contee nella parte centrale del Texas negli Stati Uniti d'America: Atascosa, Bexar, Comal, Edwards, Frio, Gillespie, Gonzales, Guadalupe, Karnes, Kendall, Kerr, Kinney, Medina, Uvalde, Val Verde, Wilson. Comprende inoltre una parte della contea di McMullen.
Sede arcivescovile è la città di San Antonio, dove si trova la cattedrale di San Fernando. È la più antica cattedrale in attività negli Stati Uniti. Nella stessa città sorge anche la basilica minore e santuario nazionale del Piccolo Fiore (Basilica of the National Shrine of the Little Flower).
Il territorio si estende su 60.036 km² ed è suddiviso in 170 parrocchie.

### Provincia ecclesiastica
La provincia ecclesiastica di San Antonio, istituita nel 1926, comprende le diocesi della parte centro-occidentale del Texas e precisamente:
- diocesi di Amarillo,
- diocesi di Dallas,
- diocesi di El Paso,
- diocesi di Fort Worth,
- diocesi di Laredo,
- diocesi di Lubbock,
- diocesi di San Angelo.

## Storia
La diocesi di San Antonio fu eretta il 28 agosto 1874 con il breve Arcano divinae di papa Pio IX, ricavandone il territorio dalla diocesi di Galveston (oggi arcidiocesi di Galveston-Houston). Originariamente era suffraganea dell'arcidiocesi di New Orleans.
Il 3 marzo 1914 cedette una porzione del suo territorio a vantaggio dell'erezione della diocesi di El Paso.
Il 3 agosto 1926 cedette un'altra porzione del suo territorio a vantaggio dell'erezione della diocesi di Amarillo e contestualmente fu elevata al rango di arcidiocesi metropolitana con la bolla Pastoris aeterni di papa Pio XI.
Il 15 novembre 1947, il 13 aprile 1982 e il 3 luglio 2000 ha ceduto ulteriori porzioni del suo territorio a vantaggio dell'erezione rispettivamente delle diocesi di Austin, di Victoria in Texas e di Laredo.

## Cronotassi dei vescovi
Si omettono i periodi di sede vacante non superiori ai 2 anni o non storicamente accertati.
- Anthony Dominic Ambrose Pellicer † (2 settembre 1874 - 14 aprile 1880 deceduto)
- John Claude Neraz † (18 febbraio 1881 - 15 novembre 1894 deceduto)
- John Anthony Forest † (27 agosto 1895 - 11 marzo 1911 deceduto)
- John William Shaw † (11 marzo 1911 succeduto - 25 gennaio 1918 nominato arcivescovo di New Orleans)
- Arthur Jerome Drossaerts † (18 luglio 1918 - 8 settembre 1940 deceduto)
- Robert Emmet Lucey † (23 gennaio 1941 - 23 maggio 1969 dimesso[4])
- Francis James Furey † (23 maggio 1969 - 23 aprile 1979 deceduto)
- Patrick Fernández Flores † (23 agosto 1979 - 29 dicembre 2004 ritirato)
- José Horacio Gómez (29 dicembre 2004 - 6 aprile 2010 nominato arcivescovo coadiutore di Los Angeles)
- Gustavo Garcia-Siller, M.Sp.S., dal 14 ottobre 2010

## Statistiche
L'arcidiocesi nel 2022 su una popolazione di 2.770.273 persone contava 1.148.253 battezzati, corrispondenti al 41,4% del totale.
| anno | popolazione | popolazione | popolazione | presbiteri | presbiteri | presbiteri | presbiteri                | diaconi | religiosi | religiosi | parrocchie |
| anno | battezzati  | totale      | %           | numero     | secolari   | regolari   | battezzati per presbitero | diaconi | uomini    | donne     | parrocchie |
| ---- | ----------- | ----------- | ----------- | ---------- | ---------- | ---------- | ------------------------- | ------- | --------- | --------- | ---------- |
| 1950 | 259.908     | 725.000     | 35,8        | 307        | 133        | 174        | 846                       |         | 261       | 1.070     | 106        |
| 1966 | 507.439     | 1.222.589   | 41,5        | 438        | 214        | 224        | 1.158                     |         | 355       | 1.193     | 142        |
| 1970 | 533.119     | 1.288.125   | 41,4        | 415        | 204        | 211        | 1.284                     |         | 412       | 1.749     | 147        |
| 1976 | 545.266     | 1.301.500   | 41,9        | 415        | 190        | 225        | 1.313                     | 29      | 362       | 1.590     | 161        |
| 1980 | 575.245     | 1.376.074   | 41,8        | 443        | 180        | 263        | 1.298                     | 76      | 434       | 1.500     | 168        |
| 1990 | 594.906     | 1.663.700   | 35,8        | 378        | 144        | 234        | 1.573                     | 193     | 404       | 1.102     | 184        |
| 1999 | 673.026     | 1.890.760   | 35,6        | 373        | 151        | 222        | 1.804                     | 254     | 91        | 939       | 144        |
| 2000 | 616.000     | 1.802.000   | 34,2        | 383        | 175        | 208        | 1.608                     | 186     | 341       | 969       | 136        |
| 2001 | 679.712     | 1.949.506   | 34,9        | 418        | 161        | 257        | 1.626                     | 284     | 384       | 919       | 144        |
| 2002 | 640.186     | 1.906.519   | 33,6        | 350        | 162        | 188        | 1.829                     | 298     | 310       | 865       | 138        |
| 2003 | 644.357     | 1.959.950   | 32,9        | 351        | 155        | 196        | 1.835                     | 312     | 256       | 834       | 139        |
| 2004 | 667.667     | 1.979.732   | 33,7        | 365        | 167        | 198        | 1.829                     | 313     | 313       | 801       | 139        |
| 2010 | 702.547     | 2.315.988   | 30,3        | 469        | 174        | 295        | 1.497                     | 352     | 318       | 726       | 144        |
| 2014 | 728.001     | 2.458.351   | 29,6        | 309        | 132        | 177        | 2.355                     | 343     | 310       | 673       | 139        |
| 2016 | 758.812     | 2.604.607   | 29,1        | 334        | 144        | 190        | 2.271                     | 360     | 291       | 669       | 139        |
| 2017 | 764.244     | 2.622.403   | 29,1        | 329        | 148        | 181        | 2.322                     | 386     | 258       | 669       | 139        |
| 2020 | 1.216.499   | 3.220.262   | 37,8        | 231        | 161        | 70         | 5.266                     | 330     | 166       | 658       | 139        |
| 2022 | 1.148.253   | 2.770.273   | 41,4        | 216        | 146        | 70         | 5.315                     | 250     | 219       | 530       | 170        |